# Automeris postalbida
Espèce
Automeris postalbida est une espèce de papillons de la famille des Saturniidae.